# Reticuloppia reticulata
Reticuloppia reticulata är en kvalsterart som beskrevs av Balogh och Sandór Mahunka 1966. Reticuloppia reticulata ingår i släktet Reticuloppia och familjen Oribatulidae. Inga underarter finns listade i Catalogue of Life.